# Élections fédérales canadiennes de 1891
L'élection fédérale canadienne de 1891 se déroule le 5 mars 1891 afin d'élire les députés de la septième législature à la Chambre des communes du Canada. Il s'agit de la  septième élection générale depuis la confédération canadienne en 1867. La victoire est remportée par le Parti conservateur du Canada, dirigé par John A. Macdonald.

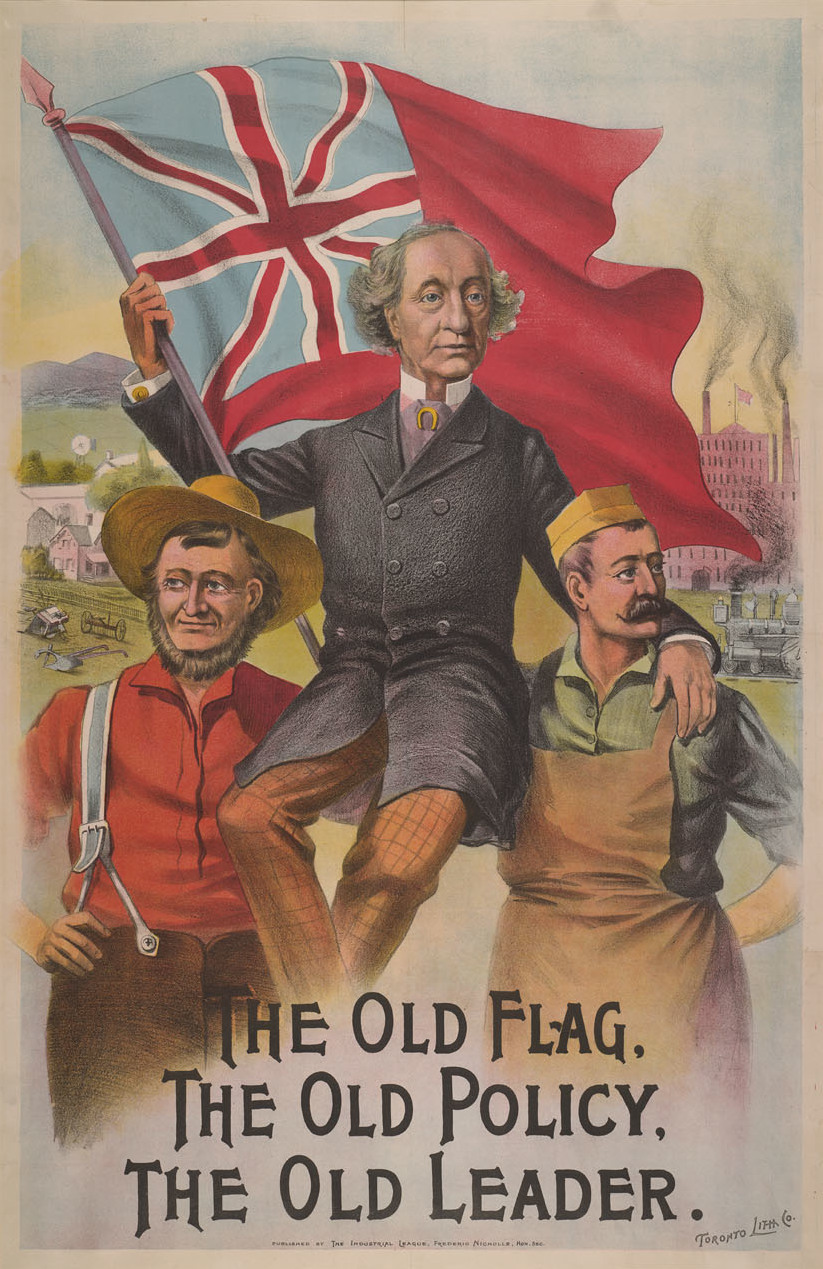
Une affiche électorale conservatrice de l'élection de 1891.

L'enjeu principal de la campagne de 1891 est la Politique nationale de Macdonald, une politique protectionniste de tarifs douaniers. Le Parti libéral prônait au contraire la réciprocité (libre-échange) avec les États-Unis.
Macdonald fait campagne en mettant l'accent sur la stabilité et est reconduit au pouvoir avec un autre gouvernement majoritaire, mais le résultat est serré et il doit se battre énergiquement ; Macdonald meurt en poste quelques mois après l'élection. John Abbott succède à Macdonald en tant que chef conservateur et premier ministre du Canada. Abbott est célèbre pour son commentaire : « Je déteste la politique. »
Pour les libéraux, c'est la première élection avec Wilfrid Laurier aux commandes. Il ne remporte pas l'élection, mais il réussit tout de même à augmenter ses appuis et revient en 1896 avec une solide majorité.

## Résultats

### Pays
|                                                                                 |                           |                          |                |        |        |         |         |         |         |
| Parti                                                                           | Parti                     | Chef                     | # de candidats | Sièges | Sièges | Sièges  | Voix    | Voix    | Voix    |
| Parti                                                                           | Parti                     | Chef                     | # de candidats | 1887   | Élus   | Diff.   | #       | %       | Diff.   |
|                                                                                 | Conservateur              | John A. Macdonald        | 187            | 87     | 97     | +11,5 % | 332 961 | 42,96 % | +2,80 % |
|                                                                                 | Libéral-conservateur      | John A. Macdonald        | 25             | 24     | 20     | -16,7 % | 43 557  | 5,62 %  | 1,64 %  |
|                                                                                 | Parti libéral du Canada   | Wilfrid Laurier          | 194            | 79     | 90     | +13,9 % | 350 512 | 45,22 % | +2,09 % |
|                                                                                 | Conservateur indépendant  | Conservateur indépendant | 4              | 3      | 3      | -       | 15 045  | 1,94 %  | +0,38 % |
|                                                                                 | Indépendant               | Indépendant              | 4              | 3      | 2      | -66,7 % | 6 357   | 0,82 %  | -0,42 % |
|                                                                                 | Nationaliste              |                          | 1              | 1      | 1      | -       | -1      | 0,00 %  | -0,66 % |
|                                                                                 | Libéral indépendant       | Libéral indépendant      | 2              | 5      | 1      | -80%    | 5,573   | 0.72%   | -1.45%  |
|                                                                                 | Nationaliste-conservateur |                          | 1              | 2      | 1      | -50 %   | 1 271   | 0,16 %  | -0,32 % |
|                                                                                 | Inconnu                   | Inconnu                  | 14             | 1      | -      | -100 %  | 16 890  | 2,18 %  | -1,15 % |
|                                                                                 | Equal Rights (en)         |                          | 2              | *      | -      | *       | 2 455   | 0,32 %  | *       |
|                                                                                 | Progressiste²             |                          | 2              | *      | -      | *       | 468     | 0,06 %  | *       |
| Total                                                                           | Total                     | Total                    | 436            | 205    | 215    | +4,9 %  | 775 089 | 100 %   |         |
| Sources : http://www.elections.ca — Historique des circonscriptions depuis 1867 |                           |                          |                |        |        |         |         |         |         |

Notes:
* Le parti n'a pas présenté de candidats lors de l'élection précédente.
1 Un candidat nationaliste élu sans opposition.
² Le site web du Parlement identifie deux candidats néo-écossais comme étant des « progressistes ». Il peut s'agir d'une erreur.
Sans opposition
Les députés suivants sont élus sans opposition :
- Colombie-Britannique : 1 conservateur, 1 libéral-conservateur
- Manitoba: 1 conservateur
- Ontario: 1 conservateur
- Québec: 1 conservateur, 2 libéraux, 1 nationaliste

### Par province
| Parti                                 | Parti                     | Parti        | C-B  | TNO  | MB   | ON   | QC   | N-B  | N-É  | ÎPE  | Total |
| ------------------------------------- | ------------------------- | ------------ | ---- | ---- | ---- | ---- | ---- | ---- | ---- | ---- | ----- |
|                                       | Conservateur              | Sièges :     | 5    | 4    | 1    | 39   | 24   | 10   | 12   | 2    | 97    |
|                                       | Conservateur              | Voix (%) :   | 71,6 | 81,0 | 12,6 | 42,2 | 45,4 | 48,9 | 41,9 | 48,5 | 43,0  |
|                                       | Libéral-conservateur      | Sièges :     | 1    |      | 3    | 7    | 3    | 2    | 4    |      | 20    |
|                                       | Libéral-conservateur      | Voix (%) :   |      |      | 40,5 | 5,3  | 3,0  | 3,7  | 10,8 |      | 5,6   |
|                                       | Libéral                   | Sièges :     | -    | -    | 1    | 44   | 33   | 4    | 5    | 3    | 90    |
|                                       | Libéral                   | Voix (%) :   | 28,4 | 19,0 | 46,9 | 49,1 | 45,9 | 41,3 | 43,6 | 41,0 | 45,2  |
|                                       | Conservateur indépendant  | Sièges :     |      |      |      | 1    | 2    |      |      |      | 3     |
|                                       | Conservateur indépendant  | Voix (%) :   |      |      |      | 1,3  | 5,9  |      |      |      | 1,9   |
|                                       | Indépendant               | Sièges :     |      |      |      | 1    | 1    | -    |      |      | 2     |
|                                       | Indépendant               | Voix (%) :   |      |      |      | 0,7  | 1,2  | 3,2  |      |      | 0,8   |
|                                       | Nationaliste              | Sièges :     |      |      |      |      | 1    |      |      |      | 1     |
|                                       | Nationaliste              | Voix (%) :   |      |      |      |      | -    |      |      |      | -     |
|                                       | Libéral indépendant       | Sièges :     |      |      |      |      |      | -    |      | 1    | 1     |
|                                       | Libéral indépendant       | Voix (%) :   |      |      |      |      |      | 2,9  |      | 10.5 | 0,7   |
|                                       | Nationaliste-conservateur | Sièges :     |      |      |      |      | 1    |      |      |      | 1     |
|                                       | Nationaliste-conservateur | Voix (%) :   |      |      |      |      | 0,7  |      |      |      | 0,2   |
| Total sièges                          | Total sièges              | Total sièges | 6    | 4    | 5    | 92   | 65   | 16   | 21   | 6    | 215   |
| Partis n'ayant remporté aucun siège : |                           |              |      |      |      |      |      |      |      |      |       |
|                                       | Inconnu                   | Voix (%) :   |      |      |      | 2,0  | 3,8  |      | 3,1  |      | 2,2   |
|                                       | Equal Rights              | Voix (%) :   |      |      |      | 0,7  |      |      |      |      | 0,3   |
|                                       | Progressiste              | Voix (%) :   |      |      |      |      |      |      | 0,5  |      | 0,1   |